# Museum der Volksbauweise (Sanok)
Das Museum der Volksbauweise in Sanok (Muzeum Budownictwa Ludowego w Sanoku) befindet sich in der Woiwodschaft Karpatenvorland nahe der Stadt Sanok, unter dem Berg Biała-Góra.

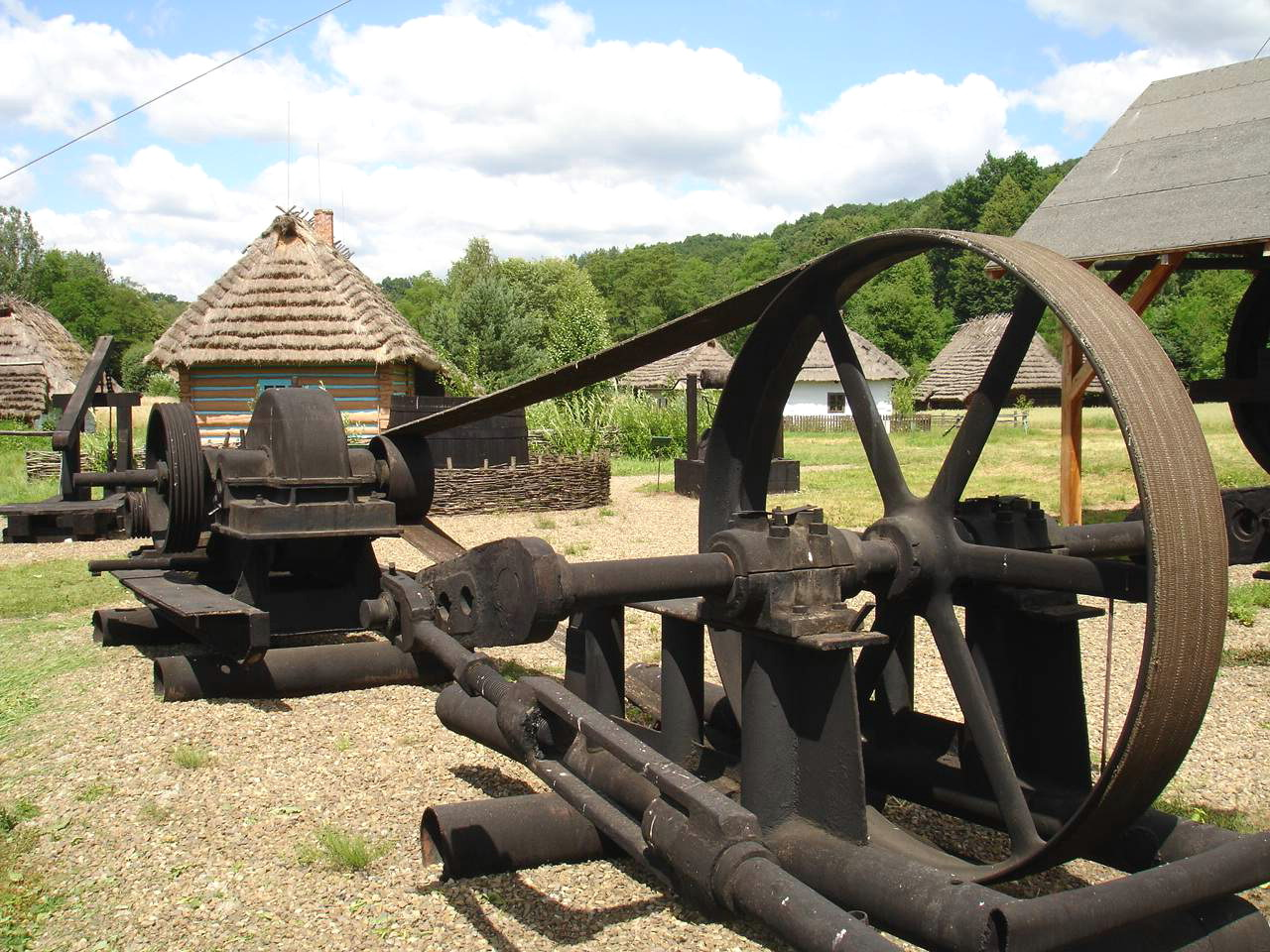
Pumpenanlage mit Treibriemen

Das Freilichtmuseum wurde im Jahre 1958 errichtet und gehört zu den größten in Polen. Es zeigt einige Dutzend originale und rekonstruierte Gebäude aus den Gebirgsgegenden Niedere Beskiden, Doły Jasielsko-Sanockie (dt. Sanoker Flachland) und dem polnischen Teil der Bieszczady. Der ethnografische Park des Museums zeigt traditionelle Lebens- und Arbeitsweisen der polnisch-ruthenischen Bevölkerung des Karpatenvorlandes, außerdem der Walddeutschen, Lemken und Bojken. Bauernhäuser, Speicher, Windmühlen, Wirtschaftsgebäude, ein Wirtshaus und eine Kirche in Holz- bzw. Blockhüttenbauweise können besichtigt werden. Alle Gebäude sind mit entsprechender Ausstattung und teilweise mit Haustieren versehen, so dass das Landleben vergangener Zeiten nachvollzogen werden kann.
Teil der Ausstellung sind auch Geräte und Maschinen der Erdölförderung in Galizien.

## Das Museum in der Kunst
- Höre die Stille von Ed-Ehrenberg[2]